# Сотницыно (посёлок)
Со́тницыно — посёлок в Сасовском районе Рязанской области России.
Административный центр Сотницынского сельского поселения.

## Географическое положение
Посёлок находится в западной части Сасовского района, в 13 км к юго-западу от райцентра на реке Алёшне.
Ближайшие населённые пункты:
- село Верхнее Мальцево в 3 км к северу по асфальтированной дороге;
- село Саблино в 5,5 км к востоку по асфальтированной дороге;
- село Алёшино в 7 км к востоку по асфальтированной дороге;
- деревня Жихаревка в 6 км к юго-западу по асфальтированной, гравийной и грунтовой дороге;
- посёлок Декабристы в 4,5 км к западу по асфальтированной и гравийной дороге.

Ближайшая железнодорожная станция Сотницыно в черте посёлка.

## Природа

#### Климат
Климат умеренно континентальный с умеренно жарким летом (средняя температура июля +19 °С) и относительно холодной зимой (средняя температура января −11 °С). Осадков выпадает около 600 мм в год.

## История
С 1861 г. село Сотницыно являлось центром Сотницынской волости Шацкого уезда Тамбовской губернии.
В 1968—1992 годах Сотницыно имело статус посёлка городского типа.
С 2004 г. и до настоящего времени посёлок входит в состав Сотницынского сельского поселения. До этого момента входил в Сотницынский сельский округ.

## Население
| 1764 | 1970  | 1979  | 1981  | 1989  | 2002  | 2010  |
| ---- | ----- | ----- | ----- | ----- | ----- | ----- |
| 944  | ↗3420 | ↘3306 | ↘3200 | ↗3257 | ↘2717 | ↘2643 |

## Хозяйство

#### Промышленность
Сахарный и дрожжевой заводы.

## Инфраструктура

#### Дорожная сеть
По северной оконечности посёлка проходит магистральная двухпутная электрифицированная железная дорога. Имеется грузо-пассажирская одноимённая станция.

#### Связь
Действует сельское отделение почтовой связи. Индекс 391456 (до 01.01.2000 г. — 391620). Обслуживает населённые пункты: Сотницыно, Верхнее Мальцево и Декабристы.

#### Инженерная инфраструктура
Электроэнергию посёлок получает от подстанции 110/35/10/6 кВ «Сотницыно», находящейся на окраине населённого пункта. Центральный водопровод и газопровод.

#### Образование
Работает средняя общеобразовательная школа.